# Onthophagus namnaous
Onthophagus namnaous é uma espécie de inseto do género Onthophagus, família Scarabaeidae, ordem Coleoptera.

## História
Foi descrita cientificamente por Masumoto, Ochi & Hanboonsong em 2013.